# Luis Vidal Vargas
Manuel Luis Osvaldo Vidal Vargas (Curicó, 6 de mayo de 1904-22 de mayo de 1989) fue un militar y político chileno. Se desempeñó como Comandante en jefe del Ejército de Chile entre 1956 y 1958. Fue además ministro de Defensa Nacional durante el segundo gobierno del presidente Carlos Ibáñez del Campo, desde 1957 hasta 1958.

## Carrera militar
Nació en Curicó, el 6 de mayo de 1904, hijo de Manuel Vidal Fuentes y de Elena Vargas Jofré. Estuvo casado con Olga Labarca Rodríguez.
En 1921 ingresó como cadete de la Escuela Militar y egresó como teniente 2.º de Caballería. Su primera destinación fue el regimiento de Caballería N.º  7 Guías. Con posterioridad, durante dos años, fue alumno de la Escuela de Caballería.
Con el grado de capitán en 1933 fue alumno de la Academia de Guerra y a su egreso fue destinado al regimiento de Caballería N.º  4 Coraceros.
Al recibir su título de Oficial de Estado Mayor, se desempeñó como Profesor Militar en la Academia de Guerra y, posteriormente, en la Academia Aérea.
Al ascender a mayor en 1938, asumió como comandante del Grupo de Instrucción de la Escuela de Caballería, donde también desarrolló labores docentes.
En 1943 ocupó el cargo de Secretario de Estudios de la Academia de Guerra, luego, con el grado de teniente coronel, es nombrado agregado militar a la Embajada de Chile en Colombia.
A su regreso, efectuó funciones como subdirector de la Escuela de Caballería, para asumir dos años después como comandante del regimiento de Caballería N.º  1 Granaderos.
Ya en el grado de coronel, en 1952, asumió la Dirección de la Academia de Guerra y luego como general de brigada, participó en la Comisión que propuso al Ministerio de Defensa Nacional un Proyecto de Reglamento sobre Ley de Retiro de las Fuerzas Armadas.
En 1955 fue nombrado comandante en jefe de la III División y, al año siguiente, Jefe del Estado Mayor del Ejército.
El 8 de mayo de 1956, siendo General de División, fue nombrado comandante en jefe del Ejército y en ese cargo, participó en diferentes comisiones a países americanos, como Paraguay, Colombia, Estados Unidos y Panamá.
El presidente Carlos Ibáñez del Campo lo designó como ministro de Defensa Nacional, cargo que sirvió junto al de comandante en Jefe del Ejército.
El 3 de noviembre de 1958 se le concedió el retiro de la institución.

## Antecedentes militares
- 1921: Cadete de la Escuela Militar
- 1924: Alférez
- 1925: Subteniente
- 1930: Teniente
- 1933: Capitán
- 1938: Mayor
- 1943: Teniente coronel
- 1952: Coronel
- 1955: General de Brigada
- 1956: General de División
- 1956: General de Ejército